# Iphiteon panicea.
Iphiteon panicea. är en svampdjursart som beskrevs av James Scott Bowerbank 1869. Iphiteon panicea. ingår i släktet Iphiteon och familjen Dactylocalycidae.
Artens utbredningsområde är Puerto Rico. Inga underarter finns listade i Catalogue of Life.